# Hubbard-Wieselmaki
Der Hubbard-Wieselmaki (Lepilemur hubbardorum) ist eine auf Madagaskar lebende Primatenart aus der Gruppe der Wieselmakis innerhalb der Lemuren. Die Art wurde 2006 erstbeschrieben, der Name ehrt die Familie Theodore und Claire Hubbard, die die Erforschung und Erhaltungsmaßnahmen der madagassischen Primaten finanziell unterstützten.

## Merkmale
Hubbard-Wieselmakis sind wie alle Wieselmakis relativ kleine Primaten mit einem rundlichen Kopf mit großen Augen und langen, kräftigen Hinterbeinen. Sie erreichen eine Kopfrumpflänge von 22 bis 24 Zentimeter, eine Schwanzlänge von rund 24 Zentimetern und ein Gewicht von 0,8 bis 1,1 Kilogramm, zählen also zu den eher größeren Arten. Ihr Fell ist am Rücken rotbraun gefärbt, wird aber Richtung Schwanz eher rotgrau, der Bauch ist reinweiß. Helle Haare am Nacken bewirken eine halsbandähnliche Färbung. Das Gesicht ist graubraun gefärbt, die Oberseite des Kopfes ist rötlicher.

## Verbreitung und Lebensweise

Verbreitungsgebiet des Hubbard-Wieselmaki auf Madagaskar

Hubbard-Wieselmakis sind bislang nur vom Zombitse-Nationalpark im südwestlichen Madagaskar bekannt, ihr Verbreitungsgebiet könnte sich zwischen den Flüssen Mangoky im Norden und Onilahy im Süden erstrecken. Ihr Lebensraum sind trockene Wälder.
Über die Lebensweise ist wenig bekannt. Wie alle Wieselmakis sind sie nachtaktiv und schlafen tagsüber in Baumhöhlen oder im Pflanzendickicht. In der Nacht gehen sie auf Nahrungssuche, wobei sie Blätter, Früchte, Blüten, Knospen und andere Pflanzenteile zu sich nehmen. Dabei bewegen sie sich senkrecht an den Stämmen kletternd oder springend fort.

## Gefährdung
Aufgrund der Unklarheiten über das genaue Verbreitungsgebiet lassen sich auch keine Angaben zum Gefährdungsgrad machen. Die IUCN listet die Art unter „zu wenig Daten vorhanden“ (data deficient).